# Sarnonico
Sarnonico är en ort och kommun i provinsen Trento i regionen Trentino-Sydtyrolen i Italien. Kommunen hade 808 invånare (2018).